# Hans-Georg Reinertz

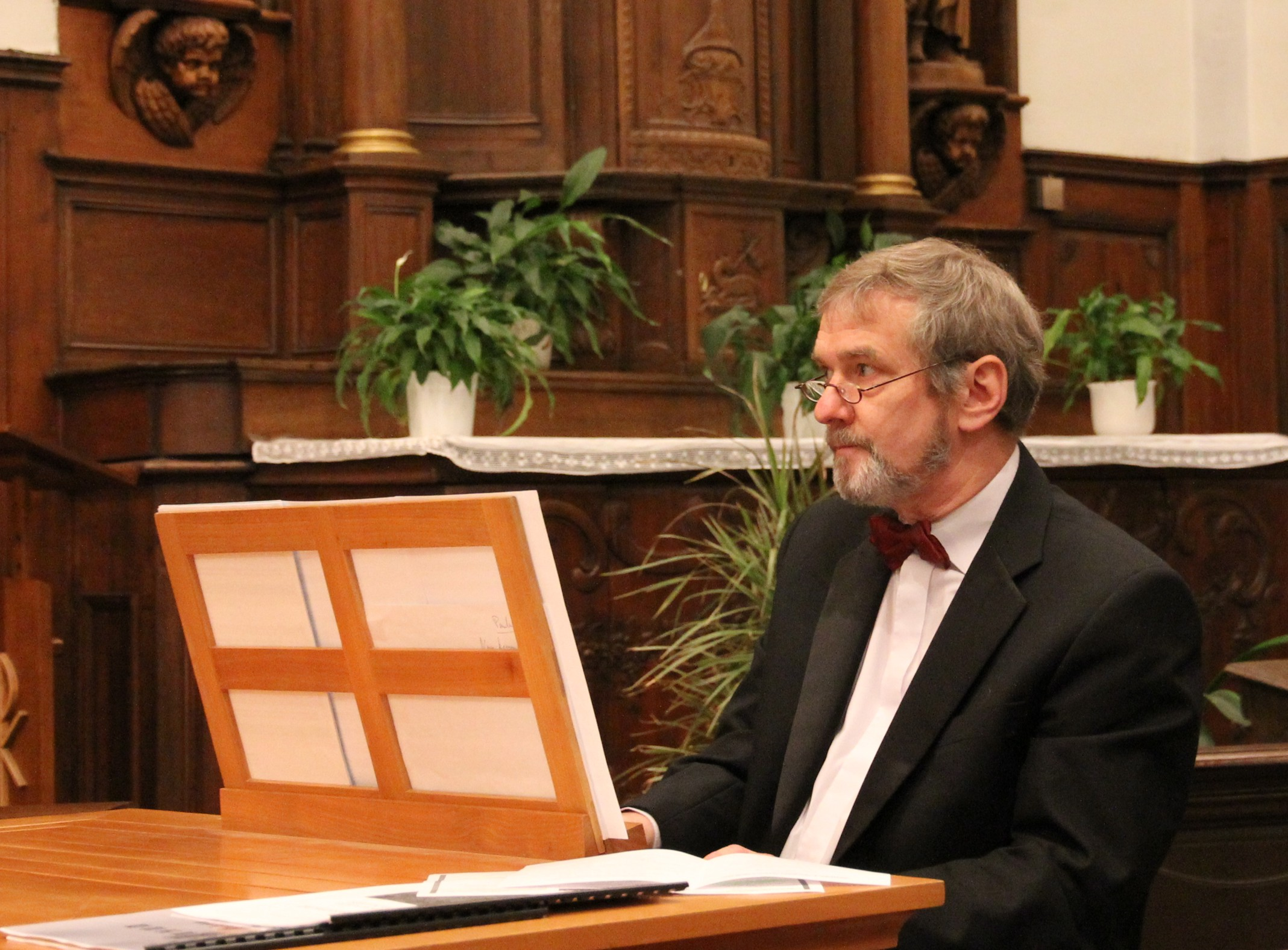
H.G. Reinertz, 2012

Hans-Georg Reinertz  (* 11. Oktober 1952 in Eupen; † 10. Mai 2023 in Moresnet-Chapelle) war ein belgischer Kirchenmusiker und Flötist.

## Leben und Wirken
Hans-Georg Reinertz studierte am Königlichen Konservatorium Lüttich und an der Musikhochschule in Köln. Er ergänzte seine Ausbildung durch Meisterkurse bei Lionel Rogg, Michael Radulescu, Guy Bovet und  Luigi Ferdinando Tagliavini. Er gründete 1974 die Musica Viva Eupen und 1978 die Sommerkurse für Musik. Seit 1987 war er Präsident der Föderation „Jugend  & Musik Ostbelgien“. Er leitete bis 2010 das Vokalensemble Musica Viva Eupen. Konzertreisen führten ihn nach Deutschland, Frankreich, Tschechien, Italien, Japan, England, Polen, Skandinavien, in die Niederlande, in die Schweiz und in die U.S.A.
Er unterrichtete Orgel und Querflöte an der „Académie de Musique“ in Welkenraedt und der Musikakademie der Deutschsprachigen Gemeinschaft Belgiens deren Direktor er von 2008 bis 2018 war. 
Als Flötist und Organist war er regelmäßig im belgischen Rundfunk zu hören. Weiter war er als Orgelsachverständiger im Gebiet der deutschsprachigen Gemeinschaft Belgiens tätig.

## Tondokumente
- Kalkant 1050: Auszüge aus dem Liber fratrum cruciferorum leodiensium – 1617 und La chasse de St-Hubert von Pierre Thorette (um 1620–1682) an der A. Thomas-Orgel des Foyers de Chateauneuf-de-Galaure, Drôme, Frankreich.
- Kalkant 1051: Weihnachtliche Musik aus der St. Nikolauspfarrkirche zu Eupen.